# Ammaqqua
Ammaqqua är ett sund i Grönland (Kungariket Danmark).  Det ligger i kommunen Qaasuitsup, i den västra delen av Grönland, 900 km norr om huvudstaden Nuuk.